# Psyence Fiction
Albums de UNKLE
Never, Never, Land
(2003)
Psyence Fiction (paru en 1998 chez Mo'Wax) est le premier album du collectif de hip-hop expérimental britannique UNKLE.
Ce collectif, créé en 1994 et imaginé par le patron du label Mo'Wax, James Lavelle, était composé à l'origine de lui-même et d'un de ses amis de toujours, Tim Goldworthy. Après quelques désaccords sur la ligne à prendre pour le futur album du groupe, Tim quitte le groupe fin 1996-début 1997. James décide de s'associer alors à DJ Shadow.
Ensemble, ils vont concevoir un album conceptuel reflétant la richesse sonore de son époque par sa musicalité et son éclectisme. En effet, dans cet album se côtoient Radiohead, The Verve, Kool G Rap, Badly Drawn Boy, Beastie Boys, Metallica, Latyrx et Talk Talk. Si presque toutes les musiques sont signées par DJ Shadow, tous les textes sont signés par chacun des invités que James Lavelle, producteur et découvreur de talents, a réussi à convaincre de participer à son projet pharaonique.
DJ Shadow a réussi à mêler sa sonorité trip-hop aux influences rock et space opera de James Lavelle, et chaque invité a réussi à se fondre dans ce projet sans le parasiter.

## Liste des chansons
1. Guns Blazing (Drums of Death, Pt. 1) – featuring Kool G Rap – 5:01
2. Unkle (Main Title Theme) – 3:24
3. Bloodstain – featuring Alice Temple (en) – 5:57
4. Unreal – 5:10
5. Lonely Soul – featuring Richard Ashcroft – 8:56
6. Getting Ahead in the Lucrative Field of Artist Management – 0:54
7. Nursery Rhyme/Breather – featuring Badly Drawn Boy – 4:45
8. Celestial Annihilation – 4:45
9. The Knock (Drums of Death, Pt. 2) – featuring Jason Newsted and Mike D – 3:57
10. Chaos – featuring Mark Hollis on piano and Atlantique Khanh on vocals – 4:42
11. Rabbit In Your Headlights – featuring Thom Yorke – 6:10
12. Outro (Mandatory) – 1:06

Produit par James Lavelle et DJ Shadow.
Mixé par Jim Abbiss